# José Luis Ardissone
José Luis Ardissone (Asunción, 3 de noviembre de 1940-Asunción, 22 de mayo de 2025) fue un arquitecto, actor, director, escenógrafo y vestuarista paraguayo. Es además, autor de numerosas obras literarias para teatro.
El 22 de mayo de 2025 fue ingresado de urgencia en la unidad de terapia intensiva del Sanatorio Italiano de la capital Asunción, donde su hija Alejandra declaró que estaba sufriendo un shock multiorgánico y se estaba sometiendo a diálisis diaria. Falleció en el mismo centro el 22 de mayo de 2025.

## Biografía
José Luis Ardissone nació en Asunción, capital de Paraguay el 3 de noviembre de 1940. Sus padres son José Luis Ardissone y Pastora Nunes.
Realizó sus estudios de Arquitectura en la ciudad de Río de Janeiro, Brasil.

### Primeros pasos
En el año 1970 inició su carrera teatral. Es cofundador del Grupo "Gente de teatro". El 3 de mayo del año 1982 fundó el Arlequín teatro, que es una fundación dedicada a la difusión del arte teatral en el Paraguay. Esta fundación es emblemática en su tarea de promover el arte escénico en el país. En 1986 ganó el famosísimo premio Gonzalo Mancuello a obra mejor representada. Ha llevado a escena más de 150 obras de teatro nacional e internacional

## Trayectoria
Se ha desempeñado como actor y director escénico a lo largo de su trayectoria.
Entre las obras en las que ha asumido el rol protagónico como intérprete destacan:
- Hamlet
- La muerte de un viajante
- El burgués gentilhombre
- Sarah Bernhardt
- Tartufo
- Todos eran mis hijos
- Caserón de añejos tiempos
- La nona
- El diario de Ana Frank

Asimismo, ha participado como actor en una amplia variedad de producciones, entre las que se incluyen:
- Aeroplanos
- Ardiente paciencia
- Edipo Rey
- El burgués gentilhombre
- El diario de Ana Frank
- El grito del Luisón
- El levante
- El último de los amantes ardientes
- En Navidad te venimos a buscar
- Esperando la carroza
- Jaque a la Reina
- La Esperanza S.A.
- La pasión de Rafael Barrett
- La tierra sin mal
- La vida que te di
- Línea de montaje
- Llama a un inspector
- Los hermanos queridos
- Mi querido mentiroso
- No hay que llorar
- Pablo Neruda, presente ahora y siempre
- Que nos queremos tanto
- Willy... y nosotros

En su faceta como director teatral, ha estado a cargo del montaje de diversas obras, tales como:
- Edipo Rey
- La tierra sin mal
- Doña Ramona
- Medea
- Ay Carmela
- La prohibición de la Niña Francia
- En boca cerrada
- Quién dejó pasar el tren
- Palma

Como dramaturgo, ha escrito diversas piezas teatrales, entre las que se destacan:
- Caserón de añejos tiempos
- Palma... del Petit Boulevard al Lido Bar
- La pasión de Rafael Barrett
- Willy... y nosotros
- Pancha y las sombras

En el ámbito de la guionística para televisión, ha sido autor de la serie:
- Epopeyas – Sucesos y personajes del Paraguay, compuesta por 26 capítulos, en la cual también participó como narrador y actor.

Como autor literario, ha publicado los siguientes volúmenes:
- Arlequín Teatro, primera parte de una historia
- Aposentos de la memoria – Crónicas de alguna vez
- Arlequín Teatro, segunda parte de una historia

En el campo de la escenografía, ha desarrollado trabajos para diversas compañías teatrales, entre ellas:
- Ateneo Paraguayo
- Héctor y Edda de los Ríos
- Grupo Gente de Teatro
- Arlequín Teatro

En lo que respecta al diseño de vestuario escénico, se ha destacado en montajes como:
- Tartufo
- Doña Rosita la Soltera
- El herrero y la muerte
- El médico a palos
- Agnes de Dios
- El jardín de los cerezos

## Premios
A lo largo de su amplia trayectoria, ha sido objeto de numerosas premiaciones. 
| Año                    | Premios |
| ---------------------- | --- |
| 1992, 1995             | Premio Molière |
| 1979, 1980, 1982, 1989 | Premio Doce del Año |
| 1990                   | Premio Amigos del Arte |
| 1994                   | Caballero de la Orden al Mérito de la República Italiana                                                                        |
| 2007                   | Distinción otorgada por el Festival Internacional de Teatro de Santa Cruz de la Sierra (Bolivia)                                |
| 2013                   | Galardón Mi Patria Soñada, otorgado por la Fundación Agustín Barboza, Edición Especial «Centenario Barboza» (Asunción-Paraguay) |

## Su familia
Casado con María Teresa Abente (fallecida en 2004), fue padre de cinco hijos con los que compartió el amor y la dedicación al teatro en sus múltiples aspectos. Sus hijos son:  Alejandra Ardissone (actriz), Irene Ardissone (actriz - fallecida en 2013), Pablo Ardissone (actor, director, productor), Fabrizio Ardissone (actor) y Bruno Ardissone (productor).

## Teatro Arlequín
Esta institución, creada a iniciativa de José Luis Ardissone y su hijos, tiene como fin la promoción del crecimiento cultural, social y comunitario del Paraguay, a través de la actividad teatral. 
Según las afirmaciones de Ardissone: “El teatro debe conmover, impresionar, hacer reflexionar, inquietar, llevar al espectador a una reflexión sobre la naturaleza humana y de la sociedad en la que vive.”
El elenco del Arlequín ha contado con la actuación de numerosos actores nacionales. Ha participado en festivales internacionales en países como Argentina, Uruguay, Chile, Bolivia, Brasil, Perú, Italia y Portugal.
En el año 1990 el Parlamento de la Nación del Paraguay, consideró a la labor de esta institución de “Interés Cultural Nacional”.
Han pasado por sus salas actores y actrices, paraguayos y extranjeros como: Alfredo Alcón, Omar Varela, José María Vilches, Eloisa Cañizares, María Paz Ballesteros, Maite Almazor, Nidia Telles, Adriana Aizemberg, Edda Díaz, Dadh Sfeir, Teresa Selma, Adrian Di Estefano, Beatriz Massons y Rubén Yánez.
También se han presentado en los escenarios del Arlequín bailarines de la talla de: Julio Bocca, Raquel Rosseti, Miguel Bonnín, Marisol Pecci, entre otros. 
Entre los grupos de música clásica que se han presentado están: La orquesta de Cámara “Arcos”, dirigida por Luis Szarán y el Cuarteto de Cuerdas de La Plata (Argentina).
Otras agrupaciones musicales de corte popular que se han presentado en esta institución son: “Opus 4”, “Sembrador”, “Gente en camino” y la orquesta “Peru Rima”.
Entre los directores que estuvieron en esta sala se encuentran: 
- Carlos Aguilera, Júver Salcedo y Nelly Goitiño de Uruguay.
- Laurent Vacher y Alain Gautre de Francia.
- Mario Marcel, Ricardo Talesnik y Omar Ottomani de Argentina.
- Mario Prono, Gustavo Calderini, Arturo Fleitas, María Elena Sachero, Carlos Benegas, Rudi Torga, Erenia López, Liber Fernández y Miguel Gómez de Paraguay.